# Боротьба (фільм, 2016)
Дангал («Боротьба», гінді दंगल, англ. Dangal) — індійська спортивна драма, знята режисером Нітєшем Тіварі з Ааміром Ханом у головній ролі (який також виступив продюсером фільму), яка вийшла на екрани в грудні 2016 року. В основі сюжету — історія колишнього борця Махавіра Сінгха Фогата, який виховав Гіту Фогат та Бабіту Кумарі, що стали уславленими індійськими жінками-борцями. Фільм став бестселером індійського та китайського прокату 2017 року, зібравши за повідомленнями преси 2000 крор (2 млрд рупій) по всьому світу. Однак, згідно з творцями фільму, збори на початок липня 2017 року становили лише 1864 крора. На батьківщині фільм також завоював декілька престижних нагород, включаючи Filmfare Awards і Національну кінопремію.
На 1 березня 2024 року фільм займав 129-ту позицію у списку 250 кращих фільмів за версією IMDb.

## Сюжет
Махавіра Сінгх Пхогат — колишній борець з вільної боротьби й національний чемпіон родом з Балалі, села в штаті Хар'яна. Він був змушений завершити кар'єру, щоб утримувати сім'ю. Пригнічений тим, що він не може виграти олімпійську медаль за свою країну, він обіцяє, що це зробить його майбутній син. Але, як на зло, в нього народжуються тільки дівчатка. Прозріння настало тоді, коли його дочка Гіта і Бабіта побили двох хлопчиків-хуліганів, які до них приставали. Махавіра, всупереч глузуванням всього села, починає тренувати їх вранці, перед школою.
Його методи здаються суворими, включаючи виснажливі ранкові тренування і короткі стрижки, щоб уникнути вошей. Спочатку дівчатка обурюються тим, як виховує їх батько, але опинившись на сільському весіллі розуміють, що їх могли б видати заміж проти їх волі. Дівчатка починають тренуватися з натхненням і роблять великі успіхи.
Махавіра виставляє дівчаток на турніри з боротьби, де вони борються з хлопчиками й перемагають їх, на превеликий подив усіх. Наступний етап — підготовка до районних змагань, до боротьби на килимі. Гіта продовжує вигравати юнацькі та молодіжні чемпіонати національного рівня, а потім виграє і чемпіонат країни. Після чого відправляється до Національної спортивної академії, в Патіалу, декілька разів програючи на міжнародних чемпіонатах. А потім виступає на Іграх Співдружності 2010 року і виграє їх у своїй ваговій категорії. Бабіта ж завоювала срібну медаль на цих змаганнях, у вазі до 51 кг і потім золото на Іграх Співдружності 2014 року в Глазго у категорії 55 кг. Гіта у 2012 році стала першою індійською жінкою-борцем, яка була кваліфікована для участі в Олімпіаді.
Приклад Гіти й Бабіти надихнув багатьох індійських жінок зайнятися боротьбою.

## У ролях
| Актор             | Роль                                                   |
| ----------------- | ------------------------------------------------------ |
| Аамір Хан         | Махавір Сінгх Фогат                                    |
| Сакші Танвар      | Дая Шобха Каур, дружина Махавіра                       |
| Фатіма Сану Шейкх | Гіта Фогат старша дочка                                |
| Заїру Васім       | Гіта юна Гіта                                          |
| Санія Малхотра    | Бабіта Кумарі, молодша дочка                           |
| Сухані Бхатнагар  | Бабіта юна Бабіта                                      |
| Апаршакті Кхурана | Омкар                                                  |
| Рітвік Сахор      | Омкар юний Омкар                                       |
| Віван Вхатена     | Харкіндер                                              |
| Гіріш Кулкарні    | Прамод Кадам, тренер Національної спортивної академії  |
| Шішір Шарму       | Директор департаменту Національної спортивної академії |
| Міну Праджапаті   | друг Гіти                                              |

## Виробництво
У 2012 році Дів'я Рав, член креативної команди Disney, прочитала в газеті статтю про Махавіра Сінгха Пхогата, який тренував доньок, щоб вони стали чемпіонками світу. Вона подумала, що з цього вийшов би чудовий фільм, і розповіла про це Сіддхарту Рою Капуру та іншому персоналу Діснея. Дісней звернувся до Нітешу Тіварі, щоб він написав сценарій і зрежисирував цю історію. Тіварі особисто зустрічався з самим Пхогатом і його доньками, які відразу погодилися розповісти історію. Він працював над сценарієм близько року, перш ніж піти до Ронні Скревала, глави UTV Motion Pictures, і Капуру з остаточним сценарієм. Він також запропонував, щоб Аамір Хан зіграв Пхогата, на що ті дали згоду.
У 2013 році Капур і Тіварі побували у Хана і розповіли йому сюжет, який йому відразу сподобався. Хан тільки що завершив роботу на зйомках фільму «Байкери 3» і почав працювати над «Пікей». Він хотів зробити фільм через 5-10 років, коли йому буде 60, оскільки роль вимагала від нього зобразити 55-річного, а він все ще робив більш молоді ролі. Але історія залишилася у нього в голові, а декілька місяців потому, він викликав Тіварі й попросив його розповісти сценарій ще раз.
У 2014 році після випуску в прокат фільму «Пікей», Аамір оголосив, що роль борця у новому фільмі Тіварі, а також буде продюсером цього фільму. У 2015 році тренер молодіжної жіночої збірної з вільної боротьби Кріпа Шанкар Патель Бішной була обрана, щоб тренувати Ааміра та інших членів акторського складу. Готуючись до фільму, Аамір скинув декілька кілограмів і взяв декілька уроків хар'янві. Як повідомляється, він набрав 30 кг і важив 98 кг, щоб зіграти Пхогата у 60-річному віці, а потім повернувся до колишньої ваги, щоб виконати роль Пхогата в молодості.

### Кастинг
У березні 2015 року Тапсі Панну, Дикша Сетх і Акшара Хасан розглядалися на роль доньок Пхогата. У результаті у квітні були обрані Фатіма Сану Шейх і Санія Малхотра, що походили родом із джатської громади в селі Балалі, округу Бхівані, Хар'яна. У червні 2015 року діти-актори Заїру Васім (з Кашміру) та Сухані Бхатнагар (Делі) були прийняті в проєкт. До акторського складу увійшов також брат відомого співака й актора Аюшмана Кхуррани Апаршакті. Вікрам Сінгх претендував на роль антагоніста. Племінник Ааміра Пабло став асистентом режисера. На одну з ролей прослуховувалась Маліка Шерават. У жовтні того ж року, Віван Бхатена був обраний зіграти негативну роль. В інтерв'ю за 2017 року, Дів'ї Рав заявила, що якби Аамір відмовився від цієї ролі, то її запропонували б Моханлалу і Камал Хасану.

### Зйомки
Зйомки почалися 1 вересня 2015 року. Села штату Лудхіяна були перероблені в стилі харіяні. Зйомки проходили в селах Гуджджарвал, Нарангвал, Кіла Райпур, Данго і Лів у штатах Пенджаб і Хар'яна.
14 листопада 2015 року, коли зйомки проходили в Лудхіані, Аамір отримав травму спини, а через декілька днів йому зробили операцію на плечі. Після відновлення Аамір повернувся до зйомок у грудні 2015 року.
Частина зйомок проходила в межах і в окрузі Shree Shiv Chhatrapati Sports Complex у Пуні. В цей час там проходив Кубок світу з роллерболу 2015, і члени збірних Нідерландів та Словенії були найняті, щоб зображати у фільмі масовку в сценах спортивних виступів і тренувань. Інша частина зйомок була проведена в Symbiosis International University, також в Пуні.
19 січня 2016 року Хан і вся команда знімали в Делі, на стадіоні Talkatora, де знімали сцени боїв.

## Саундтрек
| #  | Назва                          | Виконавці                                                                         | Тривалість |
| -- | ------------------------------ | --------------------------------------------------------------------------------- | ---------- |
| 1. | «Haanikaarak Bapu»             | Sarwar Khan & Sartaz Khan Barna, Saddy Ahmad (бек-вокал: Kheta Khan & Dayam Khan) | 4:22       |
| 2. | «Dhaakad»                      | Raftaar                                                                           | 2:56       |
| 3. | «Gilehriyaan»                  | Jonita Gandhi                                                                     | 3:40       |
| 4. | «Dangal»                       | Daler Mehandi                                                                     | 4:59       |
| 5. | «Naina»                        | Арджіт Сінгх                                                                      |            |
| 6. | «Dhaakad (версія Ааміра Хана)» | Aamir Khan                                                                        | 2:56       |
| 7. | «Idiot Banna»                  | Nooran Sisters                                                                    | 4:08       |
| 8. | «Naina (женская версия)»       | Неха Каккар                                                                       | 3:48       |

## Критика
Бен Кенігсберг з The New York Times написав, що «фільм виграє від кількості часу, який він присвячує стратегії боротьби, і окупається у напружено очікуваних поєдинках, які не були відредаговані до непослідовності, з участю актрис, які, схоже, дійсно борються». З іншого боку, Оуен Глейберман в рецензії для Variety назвав його «одноразовою сімейною спортивною драмою».

## Нагороди
| Нагороди      | Нагороди               | Нагороди                            | Нагороди     | Нагороди  |
| Дата          | Нагорода               | Категорія                           | Одержувач    | Посилання |
| ------------- | ---------------------- | ----------------------------------- | ------------ | --------- |
| 3 травня 2017 | Національна кінопремія | Найкраща актриса другого плану      | Заїру Васім  | [ 51 ]    |
| 14 січня 2017 | Filmfare Awards        | Найкращий фільм                     | —            | [ 52 ]    |
| 14 січня 2017 | Filmfare Awards        | Найкращий режисер                   | Нитеш Тіварі | [ 52 ]    |
| 14 січня 2017 | Filmfare Awards        | Найкращий ведучий актор             | Аамір Хан    | [ 52 ]    |
| 14 січня 2017 | Filmfare Awards        | Найкайкраща постановка бойових сцен | Шьям Каушал  | [ 52 ]    |